# Большой Ватин переулок
Большо́й Ва́тин переу́лок — улица в центре Москвы в Таганском районе между Яузской и Гончарной улицами.

## Происхождение названия
Назван в 1922 году по фамилии купца Саввы Емельянова сына Вагина, построившего там в 1595 году церковь Никиты Великомученика «что за Яузой» на подклети более раннего храма. Название закрепилось с ошибкой: Ватин вместо Вагин. Прежнее название — Большой Никитинский переулок — было дано по той же церкви. Бывший Малый Ватин переулок ныне упразднен.

## Описание
Большой Ватин переулок начинается от Яузской улицы у восточного крыла Дома на Котельнической набережной и проходит на юг, переходя в Гончарную улицу.

## Здания и сооружения
По нечётной стороне:
- № 5 — Жилой дом (1-я пол. XVIII в.)[2]

По чётной стороне:
- № 4 —Доходное владение Г. С. Хаустова: доходный дом, административное здание (1897, архитектор Д. Горячев)[2], ныне — Международный аэрокосмический консорциум;
- № 8/3, строение 1 — Институт гипербарической медицины и техники.

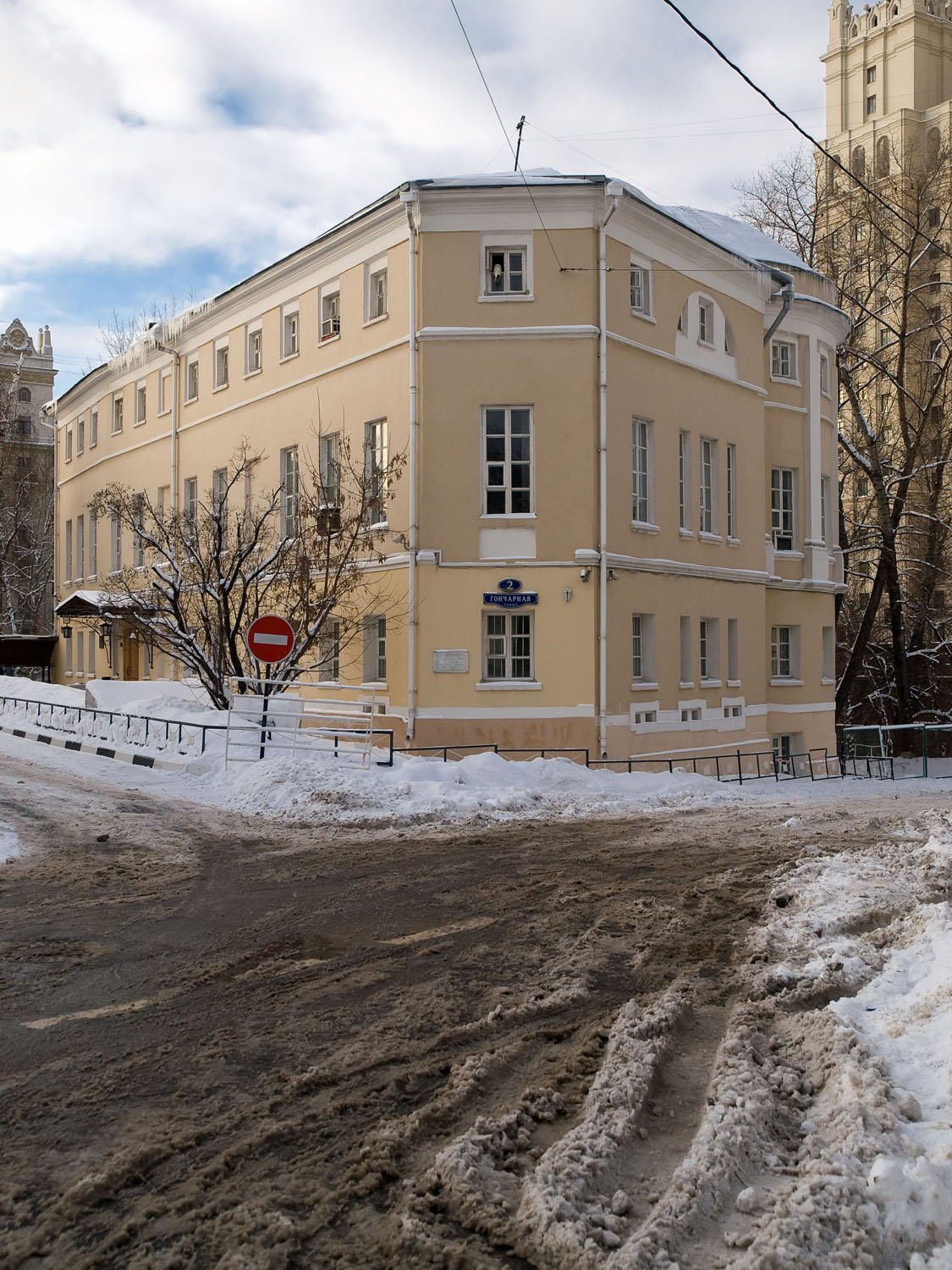
Конец Ватина переулка (направо). Вид от Гончарной улицы
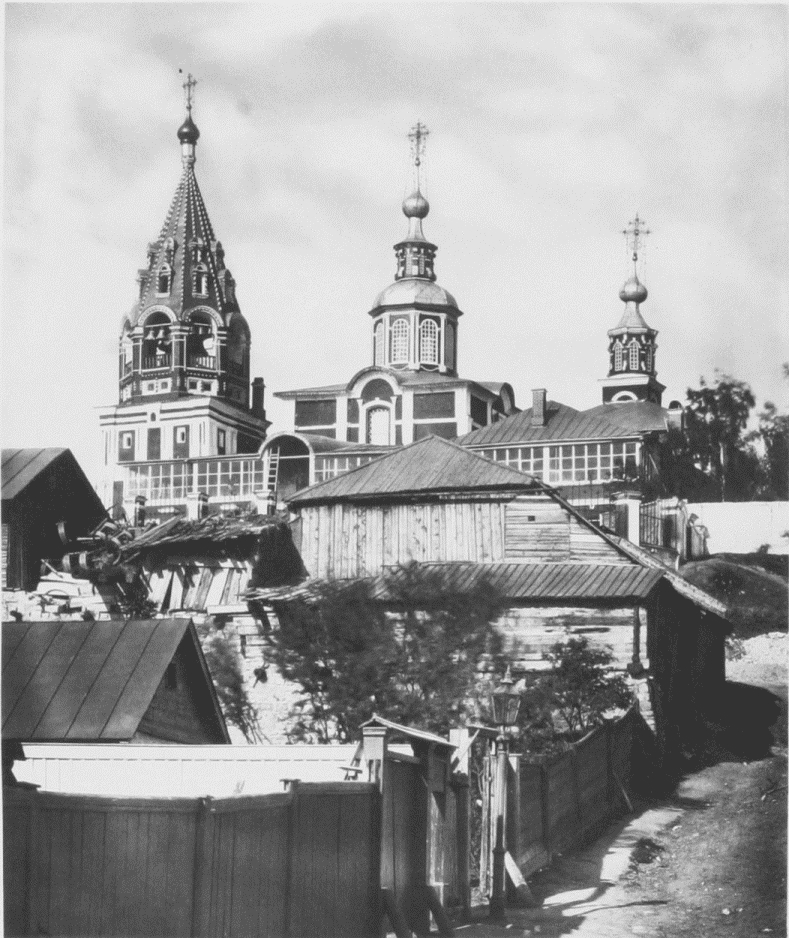
Церковь Никиты Великомученика «что за Яузой» (1882)